# Provincia de Benslimane
Benslimane (en árabe, بن سليمان) es una provincia de Marruecos, situada en la región de Casablanca-Settat. Tiene el mismo nombre que su capital, Ben Slimane. Contaba, en 2006, 203 346 habitantes.

## División administrativa
La provincia de Benslimane se divide en 2 municipios y 14 comunas:

### Municipios
- Benslimane
- Bouznika

### Comunas
- Aghbala
- Ahlaf
- Aïn Tizgha
- Bir Ennasr
- Cherrat
- El Mansouria
- Fdalate
- Mellila
- Moualine El Ghaba
- Moualine El Oued
- Oulad Ali Toualaa
- Oulad Yahya Louta
- Rdadna Oulad Malek
- Sidi Bettache
- Ziaïda

## Demografía
| 1994    | 2004    | 2007    |
| ------- | ------- | ------- |
| 180 300 | 199 612 | 205 160 |
| censo   | censo   | cálculo |

Fuentes: World Gazetteer.

## Ciudades
| Municipios  | Nombre original | Población en 2004 | Población en 2007 |
| ----------- | --------------- | ----------------- | ----------------- |
| Ben Slimane | بنسليمان‎        | 46 478            | 47 770            |
| Bouznika    | بوزنيقة‎         | 27 028            | 27 779            |